# Årsmedeltemperatur

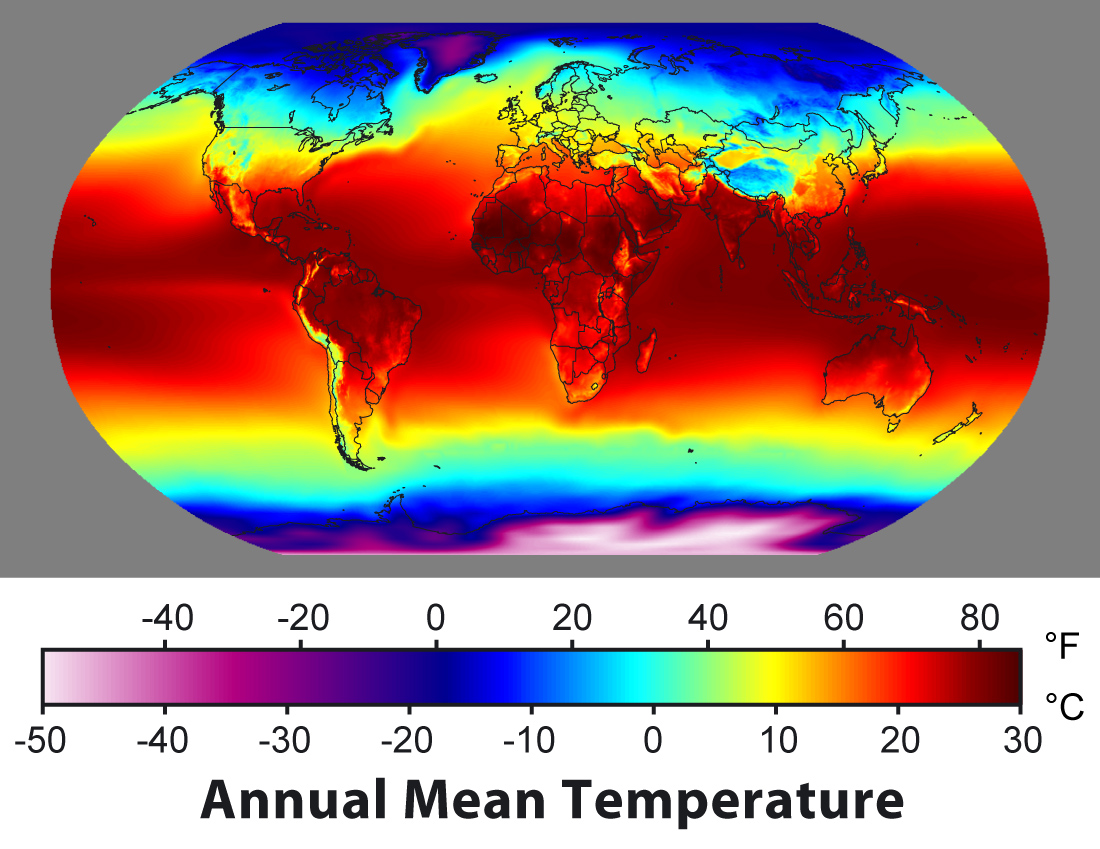
Jordens årsmedeltemperatur.

Årsmedeltemperatur är ett temperaturmått som är det samma som summan av årets dygnsmedeltemperatur dygn för dygn delat med antalet dygn det går på året (365 eller 366 skottår) för en viss plats under en lång serie år. För fastställande av årsmedeltemperatur bör en serie om minst 30 år i rad användas, 50 år är ännu bättre. Oavsett längd som väljs går det att göra mätningar av klimatförändringar genom att flytta fram (eller bak) "startåret". Att till exempel jämföra 1960-talet (1960-1969) med 1990-talet (1990-1999) och enbart på dessa två separerade tioårsperioder dra slutsatser är mycket mer osäkert, än att jämföra 50 årsperioderna 1920-1969 med 1950-1999 (överlappningen i jämförelserna gör inte någon skada på jämförelsen). Årsmedeltemperatur är ett av de instrument som används för att beskriva klimatet på en viss plats, men årstidsvariationer kan vara mycket olika på platser med samma årsmedeltemperatur. 
Månadsmedeltemperaturerna för årets samtliga månader är ett nödvändigt komplement.
Observera att årsmedeltemperaturen inte är den exakta summan av årets månadsmedeltemperaturer delat med tolv, eftersom vintern (på norra halvklotet) är kortare än sommaren. (Februari är kortare än de andra månaderna.)